# Гулевичи (Кировоградская область)
Гулевичи (укр. Гулевичі) — село в Попельнастовской сельской общине Александрийского района Кировоградской области Украины.
Население по переписи 2001 года составляло 8 человек. Почтовый индекс — 28052. Телефонный код — 5235. Код КОАТУУ — 3520384402.